# Eunidia rufa
Eunidia rufa là một loài bọ cánh cứng trong họ Cerambycidae.